# Luis Palacios (futbolista venezolano)
Luis Manuel Palacios es un ex-futbolista venezolano. Jugó de defensa, representó como profesional al Carabobo Fútbol Club de la Primera División de Venezuela, equipo con el que debutó y al que regresó el 13 de julio de 2008. Actualmente es un entrenador de fútbol, diplomado por la Universidad de Carabobo, formador de jugadores de fútbol desde el año 2009 hasta la actualidad.
Actualmente tiene su academia de fútbol en Ciudad de Panamá, "Academia Palacios", formando jóvenes en el mundo de fútbol.

## Clubes
| Club             | País      | Temporadas  |
| ---------------- | --------- | ----------- |
| Carabobo FC      | Venezuela | 1997 - 2005 |
| Aragua FC        | Venezuela | 2005 - 2006 |
| Deportivo Italia | Venezuela | 2006 - 2007 |
| Trujillanos FC   | Venezuela | 2007 - 2008 |
| Carabobo FC      | Venezuela | 2008 - 2009 |

- Datos: Q9025297